# (24059) Halverson
Pour l’article homonyme, voir Eliot Halverson.
(24059) Halverson est un astéroïde de la ceinture principale d'astéroïdes.

## Description
(24059) Halverson est un astéroïde de la ceinture principale d'astéroïdes. Il fut découvert le 2 octobre 1999 à Socorro (Nouveau-Mexique) par le projet LINEAR. Il présente une orbite caractérisée par un demi-grand axe de 2,20 UA, une excentricité de 0,08 et une inclinaison de 6,7° par rapport à l'écliptique.

## Compléments